# Gartnait IV
Gartnait IV, també conegut amb el nom de Gartnait mac Donnel (també amb les formes de Domnaill o Dúngail), va ser rei dels pictes de 657 a 663.
La Crònica picta li dona al seu regnat 6 anys i mig. Els Annals d'Ulster i els de Tigernach per la seva banda només mencionen la seva mort.
Se'l considera fill de Domnall Brecc. Es creu que es tractava d'un cabdill subordinat al poder del regne de Northúmbria, com també ho hauria estat el seu predecessor Talorgan mac Enfret i, també, el seu germà i successor Drust mac Donnel.
El seu regne, com també el sel seu germà, coïncideix amb un període de desenvolupament de l'expansionisme dels angles de Northúmbria. Aquest expansionisme va rebre el suport dels escots, parcialment sotmesos després de les desfetes de Domnall Brecc, que recolzaran els northúmbris contra els pictes i els bretons de Strathclyde.